# Алгоритм Копперсмита — Винограда
Алгоритм Копперсмита—Винограда — алгоритм умножения квадратных матриц, предложенный в 1987 году Д. Копперсмитом и Ш. Виноградом. В исходной версии асимптотическая сложность алгоритма составляла {\displaystyle O(n^{2.3755})}, где {\displaystyle n} — размер стороны матрицы. Алгоритм Копперсмита—Винограда, с учетом серии улучшений и доработок в последующие годы, обладает лучшей асимптотикой среди известных алгоритмов умножения матриц.
На практике алгоритм Копперсмита—Винограда не используется, так как он имеет очень большую константу пропорциональности и начинает выигрывать в быстродействии у других известных алгоритмов только для матриц, размер которых превышает память современных компьютеров.

## Улучшения алгоритма

История улучшения оценок показателя степени ω для вычислительной сложности матричного умножения.

- В 2010 Эндрю Стотерс усовершенствовал алгоритм до {\displaystyle O(n^{2.374}).}[1]
- В 2011 году Вирджиния Вильямс[англ.] усовершенствовала алгоритм до {\displaystyle O(n^{2.3728642}).}[2]
- В 2014 году Франсуа Ле Галль упростил метод Вильямс и получил новую оценку {\displaystyle O(n^{2.3728639}).}[3]
- В 2020 году Джош Алман и Вирджиния Вильямс улучшили метод снова, достигнув оценки {\displaystyle O(n^{2.3728596}).}[4]